# Charles Campbell
Charles Ralph Campbell (Newton Abbot, Devon, 14 de desembre de 1881 - Bembridge, Illa de Wight, 19 d'abril de 1948) va ser un regatista anglès que va competir a començaments del segle xx.
El 1908 va prendre part en els Jocs Olímpics de Londres, on va guanyar la medalla d'or en la categoria de 8 metres del programa de vela. Campbell navegà a bord del vaixell Cobweb junt a Blair Cochrane, Arthur Wood, Henry Sutton i John Rhodes.